# Saint-Barthélemy-Lestra
Saint-Barthélemy-Lestra település Franciaországban, Loire megyében. Lakosainak száma 675 fő (2022. január 1.). Saint-Barthélemy-Lestra Valeille, Virigneux, Jas, Saint-Martin-Lestra és Salt-en-Donzy községekkel határos.

## Népesség
A település népessége az elmúlt években az alábbi módon változott:
| Lakosok száma | 512  | 476  | 533  | 673  | 667  | 678  | 684  | 688  | 687  | 675  |
|               | 1968 | 1982 | 1990 | 2006 | 2013 | 2015 | 2017 | 2019 | 2020 | 2022 |